# Максименко Микола Антонович
Микола Антонович Максименко (31 грудня 1924, Яроповичі, Андрушівський район, Житомирська область — 11 вересня 2016 Житомир, Житомирська область) — народний художник України, натюрмортист і пейзажист.

## Біографія
В 30-ті роки, тікаючи від голоду, його батьки переїхали до Магнітогорська, де він вчився і закінчив школу. Там написав свою першу роботу. З його спогадів: Якось його мама послала набрати воду у рівчаку. Він пішов з відром, а там саме зацвіло латаття і весь рівчак і берег були яскраво-жовтими. Цей пейзаж і став його першою роботою.
У 1941 році пішов добровольцем на війну. Служив розвідником на фронті. Коли пішли у розвідку, неподалік вибухнув снаряд і осколок попав у око, яке Микола Антонович втратив назавжди. Маленький осколочок не змогли дістати і він до кінця життя йому болів на холод чи на дощ. За його спогадами, в той день, коли Микола Антонович отримав поранення, дома його остання картина зірвалась і впала. У мами Миколи Антоновича завмерло серце — вона зрозуміла, що з сином сталась біда.
Після війни все своє життя присвятив живопису. Роботи художника є в багатьох музеях України та за кордоном (Японія, Кіпр, Франція, Італія, Польща, Болгарія та ін.), також у багатьох приватних колекціях. Найбільша колекція картин художника знаходиться в Житомирському краєзнавчому музеї.
Дружина — Ядвіга. Діти: Наталя, Світлана, Ігор.

## Творчий шлях
1941—1942 роки — навчався у майстернях художників Б. Дегтярьова та І. Грабаря.
1943 рік — пішов добровольцем на фронт. Був розвідником, у розвідці був поранений в ліве око — весь світ став червоним. З тих пір він не любив відкритого червоного кольору.
1948 року Микола Антонович повертається в Україну, влаштовується на посаду керівника образотворчої студії Рівненського палацу піонерів. Через деякий час переїжджає до Житомира і працює консультантом з образотворчого мистецтва Будинку народної творчості. Творчі стосунки єднали його з Миколою Глущенком, Сергієм Шишком, Тетяною Яблонською. Галина Карклінь, латвійський мистецький критик, у 1971 році написала про Миколу Максименка: "Вперше зустрічаю такого майстра монументального ладу натюрморту". 
1960 рік — Член Союзу художників Радянського Союзу.
1994 рік — Народний художник України.
1994 рік — Лауреат Державної премії України ім. Т. Шевченка за серію робіт «Пейзажі України».
Нагороджений орденами Слави III ступеня, Вітчизняної війни І ступеня, Трудового Червоного Прапора, медалями.[джерело?]
Помер 11 вересня 2016 р. у Житомирі, Україна.